# Louis de Pontis
 (septembre 2018).
Si vous disposez d'ouvrages ou d'articles de référence ou si vous connaissez des sites web de qualité traitant du thème abordé ici, merci de compléter l'article en donnant les références utiles à sa vérifiabilité et en les liant à la section « Notes et références ».
Louis de Pontis, né en 1583 au château de Pontis en Provence et mort le 14 juin 1670, à Paris, est un maréchal français.

## Biographie
À seize ans Louis de Pontis embrassa la profession des armes ; il obtint de Louis XIII une lieutenance dans les gardes, puis une compagnie. Les nombreuses occasions où il s’était signalé par sa bravoure et sa prudence lui avaient aussi valu l’agrément du roi pour l’acquisition de la charge de commissaire général des Suisses, mais il fut obligé d’y renoncer, à cause des obstacles que lui suscita le cardinal de Richelieu, au service duquel il avait refusé d’entrer.
Employé dans les Pays-Bas et en Allemagne, il servit 56 ans dans les armées du roi et venait d’être nommé maréchal de bataille lorsque des revers de fortune, la mort d’un de ses meilleurs amis François Le Charron et le dégoût du monde lui inspirèrent le projet de se retirer dans la maison de Port-Royal des Champs, où il termina sa vie, au milieu des pratiques de la prière et de la pénitence.
On a sous son nom des Mémoires édités en 1676 par Du Fossé d’après ses récits (Paris, 1676, 2 vol. in-12), et réimprimés plusieurs fois, entre autres dans la collection des Elzevier (Amsterdam, 1678, 2 vol.) et dans celle de Michaud et Poujoulat, 2e série. Ces Mémoires, écrits d’un style facile et naturel, dépeignent le cardinal de Richelieu avec noirceur. Il semble, suivant l’opinion de Grosley, avoir eu pour but d’offrir un modèle de conduite aux officiers dans toutes les circonstances où le sort peut les placer. Mais le père d’Avrigny et Voltaire ont eu tort de conclure que Pontis n’avait pas existé. Sa famille était très connue en Provence, et lui-même, considéré à son époque comme le plus courageux militaire français, ne passait pas pour un être supposé aux yeux de Drienne, d’Arnauld d'Andilly et d’Arnauld de Pomponne, qui en ont parlé avec éloge.
Son portrait a été gravé d’après un tableau de Philippe de Champaigne, et l’épitaphe de son tombeau est rapportée dans le Nécrologe de Port-Royal.